# Hiroshi Iuchi
Hiroshi Iuchi est un concepteur, scénariste, illustrateur, compositeur et producteur de jeux vidéo, connu pour sa participation sur la plupart des réalisations de la compagnie Treasure.
Il fait ses débuts avec la société Konami. En juin 1992, il fonde, avec d'anciens employés de Konami, la compagnie Treasure Co. Ltd.

## Ludographie
| Quarth                         | 1989 | Arcade                        | Pop visual futurist                                                  |
| Aliens                         | 1990 | Arcade                        | Special guest                                                        |
| Escape Kids                    | 1990 | Arcade, Amiga, Super Nintendo | Character graphics                                                   |
| The Simpsons: Arcade Game      | 1991 | Arcade, Commodore 64, DOS     | Special guest                                                        |
| Bucky O'Hare                   | 1992 | NES                           | Character designer                                                   |
| Gunstar Heroes                 | 1993 | Mega Drive                    | Design des arrières plans                                            |
| Yu Yu Hakusho: Sunset Fighters | 1994 | Mega Drive                    | Design des arrières plans                                            |
| Alien Soldier                  | 1995 | Mega Drive                    | Design des arrières plans                                            |
| Light Crusader                 | 1995 | Mega Drive                    | Character designer - Design des arrières plans                       |
| Shinrei Jusatsushi Taromaru    | 1997 | Saturn                        | Graphic designer                                                     |
| Radiant Silvergun              | 1998 | Saturn, STV                   | Chef de projet - Producteur - Scénariste - Design des arrières plans |
| Sin and Punishment             | 2000 | Nintendo 64                   | Design des arrières plans - Effect designer                          |
| Ikaruga                        | 2001 | Dreamcast, Naomi              | Chef de projet - Compositeur - Design des arrières plans             |
| Gradius V                      | 2004 | PlayStation 2                 | Chef de projet - Graphic designer                                    |